# Rossbyvåg
En Rossbyvåg eller planetarisk våg är en storskalig våg mellan två nästan parallella skikt som är nästan vinkelräta mot en rotationsaxel. 
Rossbyvågor uppträder i jordens atmosfär och i haven där de bildas genom corioliseffektens variationer på olika latituder. Deras längd kan uppgå till omkring 5–10 000 kilometer. Rossbyvågor i atmosfären beskrevs och förklarades första gången 1939 av Carl-Gustaf Rossby.
Rossbyvågorna kännetecknas av att fashastigheten (vågtopparnas hastighet) alltid är riktad västerut samtidigt som deras grupphastighet (energiflödets hastighet) kan vara riktad i vilken riktning som helst. I allmänhet är dock grupphastigheten hos korta vågor riktad österut och hos långa vågor västerut.
Barotropiska Rossbyvågor, som fortplantar sig snabbast, och baroklina Rossbyvågor, som bara rör sig med några centimeter per sekund eller mindre, har olika vertikal struktur.

## Atmosfären

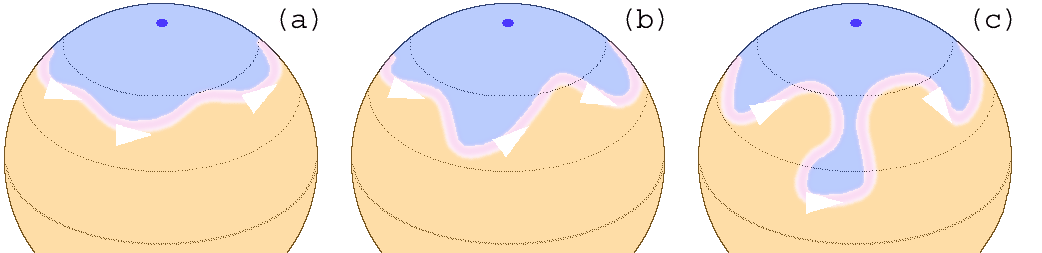
Rossbyvågor i jetströmmen

I jordens atmosfär uppträder Rossbyvågor i form av meanderslingor hos de jetströmmar som bildas mellan kalla och varma cirkulationsceller. 
Störst är vågorna i Polarfrontjetströmmen, den nordligaste och kraftigaste jetströmmen. Detta är inte en slump utan beror på att den turbulens som ger upphov till vågorna i sin tur är en produkt av de kontinentala hinder i form av bergskedjor som är betydligt vanligare på norra halvklotet än på södra halvklotet. Rossbyvågor uppträder dock över i jetströmmar över hela jordklotet.
När dessa slingor växer sig tillräckligt stora kan varm luft bilda lågtryckssystem som rör sig mot Nordpolen och roterar moturs. På samma sätt kan kall luft bilda högtryckssystem som rör sig mot ekvatorn och roterar medurs. Dessa system präglar vädret på mellanlatituderna, i synnerhet i Europa där de ständigt orsakar häftiga väderomslag.
Vågornas hastighet beräknas genom
{\displaystyle c=u-{\frac {\beta }{k^{2}}}}
där 
- c är vågornas hastighet,
- u det genomsnittliga västliga flödet,
- β Rossbyparametern och
- k vågtalet.

## Haven
Genom satellitaltimetri kan Rossbyvågor påvisas i alla oceaner och på alla breddgrader, framför allt på låg- och mellanlatituder. De orsakas av vind, variation i lufttryck och genom reflektion av Kelvinvågor i havsbäckenas östra delar. Långa Rossbyvågor kan reflekteras som korta Rossbyvågor i havsbäckenas västra delar. I haven har Rossbyvågor stor betydelse för spridningen av klimatförändringar, till exempel väderfenomen som El Niño. 
Både barotropiska och barokliniska vågor orsakar variationer i havsytan. Vågornas längd är dock så stora att det dröjt till satelliternas ankomst innan de upptäckts. De baroklina vågorna rör sig med en hastighet på omkring tio centimeter per sekund eller mindre men har en våglängd på 500 kilometer. Det kan ta dessa vågor månader eller till och med år att korsa Stilla havet. 
En knappt fem centimeter hög Rossbyvåg på havsytan representerar dock vågrörelser på upp till femtio meter som kan rubba det termohalina flödet i djuphavet. Som störst blir Rossbyvågorna väster om de större topografiska formationerna på havsbotten.

## Solen
I solens ytlager förekommer vågor som med tusentals kilometer mellan vågtopparna som genererar vertikala rörelser på hundratals meter per sekund. Man har länge förutsett vågrörelser med betydligt längre våglängd men inte kunnat observera dess från jorden. Med hjälp av instrument på SOHO-satelliten har man under längre perioder studerat solens form och då upptäckt hundra meter höga vågor med omkring 90 000 kilometer mellan vågtopparna spridda över hela solen. Dessa vågor är knutna till solens rotation liksom Rossbyvågorna i jordens atmosfär.